# Philip Glass
Philip Glass (Baltimore, Maryland, 31 de gener de 1937) és un compositor estatunidenc de música minimalista.
De petit va estudiar flauta al conservatori Peabody i més endavant va anar a l'escola de música Julliard, on va començar a tocar quasi exclusivament el piano.
Després d'estudiar amb Nadia Boulanger i treballar amb Ravi Shankar a França, Glass viatja el 1966 al nord de l'Índia, principalment per raons religioses, on va entrar en contacte amb els refugiats tibetans. Es va fer budista i va conèixer el Dalai Lama el 1972. És un gran defensor de la causa tibetana. Va ser el seu treball amb Ravi Shankar i la seva percepció del ritme additiu a la música índia el que el va conduir al seu singular estil.
Quan va tornar a casa, va renunciar a totes les seves composicions anteriors a l'estil de Copland i va començar a escriure peces austeres basades en ritmes additius i amb un sentit del temps influenciat per Samuel Beckett, el treball del qual descobrí component per a obres de teatre experimental.
La poca estima que sent cap als intèrprets i els espais tradicionals el porten a formar el seu propi grup musical, amb el qual comença a tocar principalment a galeries d'art, essent aquesta l'única connexió real entre minimalisme musical i art visual minimalista. Amb el pas del temps, les seves obres són cada cop menys austeres i més complexes, acabant per no ser totalment minimalistes i culminants amb Music in Twelve Parts. A continuació, va col·laborar en la primera òpera de la seva trilogia Einstein on the Beach amb Robert Wilson i amb coreografia i textos de Lucinda Childs.
Glass va orquestrar algunes parts instrumentals dels discos de David Bowie Low i Heroes (Low Symphony i Heroes Symphony). Músic prolífic, ha orquestrat moltes pel·lícules, incloent el documental experimental Koyaanisqatsi, de Godfrey Reggio; el biopic dirigit per Errol Morris A Brief History of Time (basat en el llibre divulgatiu de física de Stephen Hawking); Mishima, de Paul Schrader o Kundun, de Martin Scorsese.
Recentment, Glass ha compost la banda sonora de la pel·lícula The Hours (2002), de Stephen Daldry, i Notes on a Scandal (2006), de Richard Eyre.

## Obres destacades
- Einstein on the Beach (òpera, 1976)
- Satyagraha (òpera, 1980)
- Glassworks (1982)
- The Photographer (1982)
- Akhnaten (òpera, 1983)
- Koyaanisqatsi (BSO, 1983)
- Mishima (BSO, 1984)
- The making of the representative for Planet 8 (òpera, 1985-88)
- Anima Mundi (BSO, 1992)
- Orphée (òpera, 1993)
- La belle et la bête (òpera, 1994)
- The marriages between zones three, four, and five (òpera, 1997)
- Heroes Symphony (1997)
- Kundun (BSO, 1997)
- Music with Changing Parts
- Music in Twelve Parts
- Hydrogen Jukebox (libreto d'Allen Ginsberg)
- Vides alienes (BSO, 2004)